# Дорогобузова, Екатерина Владимировна
Екатерина Владимировна Дорогобузова (укр. Катерина Володимировна Дорогобузова; род. 28 июня 1990, Одесса) — украинская баскетболистка, игравшая на позиции легкого форварда.

## Карьера
На взрослом уровне дебютировала в киевской команде «Тим-СКУФ». За свою карьеру Дорогобузова играла во Франции, Литве, Болгарии, Венгрии, Польше. В сезоне 2013/14 украинка выступала в российской Премьер-Лиге за ивановскую «Энергию».
В составе сборной Украины принимала участие на трех Чемпионатах Европы 2013, 2015 и 2017 годов.

## Достижения
- Чемпионка Украины (2): 2007/08, 2010/11.
- Серебряный призер чемпионата Украины (2): 2004/05, 2008/09.
- Бронзовый призер чемпионата Украины (2): 2005/06, 2006/07.
- Бронзовый призер чемпионата Болгарии (1): 2011/12.
- Обладательница Кубка Польши (1): 2016.
- Финалистка Кубка Украины (1): 2009.
- Финалистка Кубка Болгарии (1): 2012.